# Wormwood
Wormwood es el undécimo álbum de estudio de la banda sueca de black metal Marduk. Fue grabado y mezclado en los estudios Endarker por Magnus Devo Andersson y lanzado el 21 de septiembre de 2009 en Europa y el 13 de octubre en Norteamérica, ambos lanzamientos a través de Regain Records. "Phosphorous Redeemer" fue puesta a disponibilidad en el MySpace de la banda durante los preparativos del lanzamiento.

## Lista de canciones
| N.º | Título                     | Duración |  |
| 1.  | «Nowhere, No One, Nothing» | 3:20     |  |
| 2.  | «Funeral Dawn»             | 5:51     |  |
| 3.  | «This Fleshly Void»        | 3:07     |  |
| 4.  | «Unclosing the Curse»      | 2:15     |  |
| 5.  | «Into Utter Madness»       | 4:56     |  |
| 6.  | «Phosphorous Redeemer»     | 6:11     |  |
| 7.  | «To Redirect Perdition»    | 6:41     |  |
| 8.  | «Whorecrown»               | 5:29     |  |
| 9.  | «Chorus of Cracking Necks» | 3:47     |  |
| 10. | «As A Garment»             | 4:18     |  |

## Créditos
- Mortuus – voz
- Morgan Steinmeyer Håkansson – guitarra
- Magnus "Devo" Andersson – bajo
- Lars Broddesson – batería